# Danny Williams
Daniel Peter "Danny" Williams (født 13. juli 1973) er en britisk professionel bokser. Han har været en veteran af sporten siden 1995, og han har været indehaver af den britiske sværvægts-titel to gange mellem 2000 og 2010, og Commonwealth-titlerne to gange mellem 1999 og 2006. Williams er bedst kendt for at score en voldsom knockout sejr imod Mike Tyson i 2004, hvilket gav ham en obligatorisk WBC-sværvægts-titel mulighed. I samme år udfordrede han den regerende mester Vitali Klitschko, men blev stoppet i 8. omgang.

## Professionel karriere
Williams blev professionel i 1995 og knockout-besjerede Vance Ideans i 2. omgang. Han kæmpede rutinemæssigt på Frank Warrens undercards og opnåede en 15-0 (12 knockouts) rekordliste.
Han har i karrieren udover det bokset imod store navne som Michael Sprott, Audley Harrison,  Matt Skelton, Dereck Chisora, Manuel Charr og Mairis Briedis.